# Argopus
Argopus är ett släkte av skalbaggar som beskrevs av Fischer von Waldheim 1824. Argopus ingår i familjen bladbaggar.
Släktet innehåller bara arten Argopus ahrensi.